# ГЕС Jìnwěizhōu
ГЕС Jìnwěizhōu (近尾洲水电站) — гідроелектростанція у центральній частині Китаю в провінції Хунань. Знаходячись між ГЕС Xiāngqí (вище по течії) та ГЕС Тугутан, входить до складу каскаду на річці Сянцзян, яка впадає до розташованого на правобережжі Янцзи великого озера Дунтін.
В межах проекту долину річки перекрили комбінованою греблею висотою 24 метра та довжиною 810 метрів, яка включає розташовану у руслі бетонну частину та прилягаючу до неї праворуч земляну секцію. Гребля утримує водосховище з об'ємом 154,3 млн м3 та припустимим коливанням рівня у операційному режимі між позначками 65,1 та 66 метрів НРМ (під час повені рівень може зростати до 72,4 метра НРМ, а об'єм — до 460 млн м3). У складі комплексу облаштували судноплавний шлюз із розмірами камери 120х12 метрів.
Інтегрований у греблю машинний зал станції обладнали трьома бульбовими турбінами потужністю по 21,6 МВт, котрі використовують напір від 3 до 10 метра (номінальний напір 6,8 метра) та забезпечують виробництво 292 млн кВт-год електроенергії на рік.
Видача продукції відбувається по ЛЕП, розрахованій на роботу під напругою 110 кВ.